# Busque

Busque este o comună în departamentul Tarn din sudul Franței. În 2009 avea o populație de 728 de locuitori.

## Evoluția populației
| An        | 1975 | 1982 | 1990 | 1999 | 2006 | 2009 |
| --------- | ---- | ---- | ---- | ---- | ---- | ---- |
| Populație | 360  | 459  | 552  | 579  | 684  | 728  |